# Benjamin Bilse

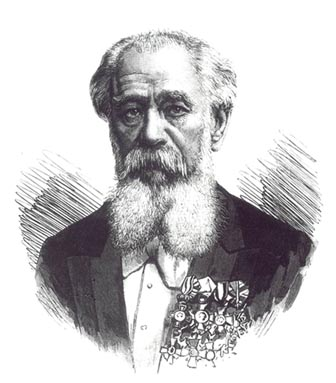
Benjamin Bilse

Johann Ernst Benjamin Bilse (ur. 17 sierpnia 1816 w Legnicy, zm. 13 lipca 1902 tamże) – niemiecki dyrygent i kompozytor, popularyzator muzyki symfonicznej, legniczanin.
Ojcem jego był Benjamin Bilse prowadzący zajazd „Zum Schwarzkretscham” (Pod Czarną Karczmą) na Przedmieściu Głogowskim w Legnicy. Matką była Anna Rozyna z domu Stier. Ojciec zmarł w 1831 roku, pozostawiając żonę z pięciorgiem dzieci. Benjamin Bilse naukę muzyki rozpoczął w 1830 roku w wieku 14 lat. Muzyki uczył go ówczesny legnicki muzyk miejski Ernst Friedrich Scholz. Pod jego kierunkiem Bilse zdobył umiejętność gry na skrzypcach i gry w zespole. Grał również na harfie, rogu i trąbce. Prawdopodobnie ojciec jego też był muzykiem i dał mu podstawy wykształcenia. Już w dzieciństwie Benjamin Bilse posiadał spore umiejętności muzyczne. Dzięki pomocy dwóch zamożnych legniczan udał się na studia do Wiednia. W Wiedniu studiował dyrygenturę i naukę gry na skrzypcach. Uczył go znany wirtuoz pochodzenia węgierskiego Joseph Böhm. W czasie studiów grywał w orkiestrze Johanna Straussa, jako pierwszy skrzypek, zarabiając w ten sposób na życie. Po powrocie w wieku 26 lat ze studiów zaczął ubiegać się o posadę dyrektora miejskiej orkiestry. Stanowisko to objął 1 października 1842 roku. Rok później, gdy Friedrich Wilhelm Tschirch został powołany na stanowisko organisty i kantora w głównym kościele w Legnicy, rozpoczął z nim współpracę. W tym okresie Bilse skompletował pełną i dobrze wyszkoloną orkiestrę symfoniczną. Ponieważ magistrat miejski początkowo finansował tylko 6 koncertów rocznie, sam wypłacał honoraria muzykom za pozostałe koncerty. W tym celu musiał się podejmować dobrze płatnych kontraktów. Koncertował wszędzie, w Legnicy i okolicy, grał w śląskich i czeskich uzdrowiskach. Gdy w 1844 roku otwarto linię kolejową Wrocław - Berlin, wykorzystał możliwość szybkiego przemieszczania się z orkiestrą. 
Popularność zdobyta, jako kompozytor i dyrygent, dorównuje sławie największych mistrzów XIX wieku, jak np. Johann Strauss. Bilse koncertował w całej Europie. W 1882 r. 54 muzyków odeszło z jego zespołu i założyło własną orkiestrę nazwaną Ehemalige Bilsesche Kapelle (Dawna Orkiestra Bilsego), która stała się wkrótce znana jako Berliner Philharmoniker. Bilse usiłował odbudowywać zespół, ale ostatecznie w 1884 r. wrócił do rodzinnego miasta. 
Przez wiele lat wraz z legnicką orkiestrą grywał w Dolinie Szwajcarskiej w Warszawie, w tym także polskie utwory. Był zaprzyjaźniony ze Stanisławem Moniuszką. Komponował utwory na orkiestrę, m.in. tańce.

## Odznaczenia
- Złoty Krzyż Zasługi Orderu Korony Wendyjskiej, 1875 (Meklemburgia)[4]
- Order Świętego Stanisława III Klasy, 1876 (Rosja)[4]
- Krzyż Kawalerski I Klasy Orderu Alberta, 1876 (Saksonia)[4]
- Krzyż Kawalerski I Klasy Orderu Fryderyka, 1876 (Wirtembergia)[4]
- Krzyż Kawalerski II Klasy Orderu Zasługi św. Michała, 1876 (Bawaria)[4]
- Krzyż Kawalerski Orderu Hohenzollernów, 1880 (Prusy)[4]
- Krzyż Kawalerski Orderu Danebroga, 1881 (Dania)[4]
- Order Orła Czerwonego III Klasy z Kokardą, 1885 (Prusy)[4]
- Order Lwa Zeryngeńskiego (Badenia)
- Order Medżydów (Turcja)